# Termini (métro de Rome)
Termini est une station du métro de Rome. Elle est la  plus importante station de correspondance du métro romain, car située sur la ligne A et la ligne B. Elle dessert la gare ferroviaire principale homonyme de la capitale italienne.

## Situation sur le réseau
Établie en souterrain, la station de correspondance Termini est située sur la ligne A du métro de Rome, entre les stations Repubblica, en direction de Battistini, et Vittorio Emanuele, en direction de Anagnina.
Elle est également située sur la ligne B du métro de Rome, entre les stations Castro Pretorio, en direction de Rebibbia (B) ou Jonio (B1), et Cavour, en direction de Laurentina.

## Histoire
La station Termini a été inaugurée le 10 février 1955, étant à l'époque le terminus de la ligne B. En 1980, lors de l'inauguration de la ligne A, elle est devenue la seule station de correspondence entre les deux lignes. Entre 1955 et 1987 le métro permettait une liaison directe entre Termini et Ostie aussi.
Entre 2010 et 2012 la station a connu d'imposants travaux de restructuration.

## Services aux voyageurs

### Intermodalité
Elle est en correspondance avec la gare de Roma Termini, la plus importante gare de Rome et d'Italie, et l'une des plus fréquentées d'Europe. La présence de la gare et de la station de correspondance entre les deux lignes de métro (sans compter les terminus de deux lignes de tramways et les arrêts d'une cinquantaine de lignes de bus) fait du site le plus important nœud de circulation urbaine de la ville.

## À proximité
Termini permet d'atteindre des lieux de grande importance historique et culturelle comme : le Musée national romain, le Palais Massimo alle Terme, le Musée des Thermes de Dioclétien et la basilique Sainte-Marie-Majeure.